# OKP Kijów
OKP Kijów (ukr. ОКП, «Об'єднаний клуб профспілок» Київ) – ukraiński klub piłkarski z siedzibą w stolicy kraju, mieście Kijów, działający w latach 1921–1924.

## Historia
Chronologia nazw:
- 1921: Pałacowy SK Kijów (ukr. «Палацевий СК» Київ, ros. «Дворцовый СК» Киев)
- 1922: SK im. Podwojskiego Kijów (ukr. «СК ім. Подвойського» Київ, ros. «СК им. Подвойского» Киев)
- 1924: OKP Kijów (ukr. ОКП [«Об'єднаний клуб профспілок»] Київ, ros. «Объединенный клуб профсоюзов» Киев)
- 1924: klub rozwiązano

Klub Piłkarski Pałacowy SK został założony w Kijowie w 1921 roku na bazie rozwiązanego klubu Maccabi Kijów i w tym że roku debiutował w mistrzostwach Kijowskiej Ligi Piłki Nożnej. W 1922 klub przyjął nazwę SK im. Podwojskiego. W 1924 po raz ostatni startował w mistrzostwach Kijowa jako OKP. Potem klub został rozwiązany.

## Sukcesy
- wicemistrz Kijowa (2): 1923 (w), 1924 (w)
- brązowy medalista mistrzostw Kijowa (1): 1922 (w), 1922 (j), 1923 (j).